# Palazzo degli Affari (Torino)
Il Palazzo degli Affari sorge nel centro storico di Torino e ospita gli uffici della Camera di Commercio. L'audacia della soluzione strutturale scelta e le caratteristiche progettuali in netta contrapposizione con gli edifici circostanti ne fanno uno degli edifici moderni architettonicamente più interessanti della città e che maggiormente contribuirono alla fama dell'architetto Carlo Mollino.

## Storia
Il palazzo fu progettato da Carlo Mollino, Carlo Graffi, Alberto Galardi e Antonio Migliasso, vincitori di in concorso indetto nel 1964 dalla Camera di Commercio di Torino per costruire una nuova sede per i propri uffici sulle rovine del settecentesco palazzo Morozzo della Rocca, distrutto da un bombardamento nel 1943.
La realizzazione fu rimandata di alcuni anni e per il completamento si deve attendere il 1972.
 A partire dal 1992 la Camera di Commercio trasformò i piani interrati dell'edificio in un centro congressi denominato Torino Incontra, una delle cui sale è intitolata all'architetto Mollino. L'ampio piazzale antistante il palazzo (e la vicina Borsa Valori), dopo essere stato per molti anni occupato da un parcheggio a raso fu oggetto di una profonda e molto discussa trasformazione che si concluse nel 2004 con l'inaugurazione di un parcheggio coperto, sovrastato da una piazza pedonale.

## Caratteristiche progettuali

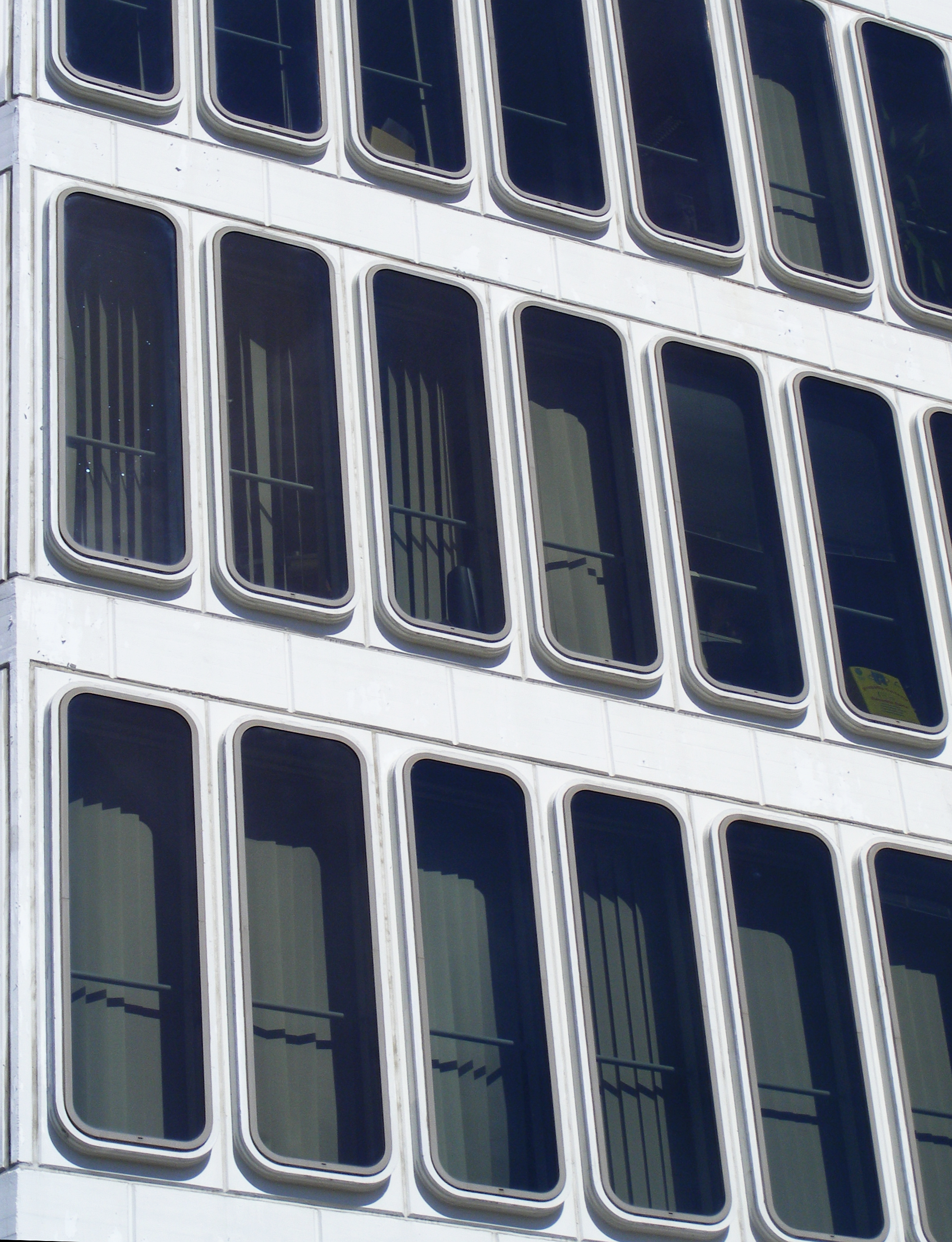
Dettaglio della facciata

L'edificio sorge in via San Francesco da Paola 24 ed è composto da un grande corpo vetrato sospeso ad un massiccio pilone centrale, per il quale transitano tutti i collegamenti verticale con il basamento del palazzo.
 La facciata è in vetro e alluminio ed è caratterizzata da lati convessi; essa si libra sopra l'ampia piastra di copertura del basamento dell'edificio, che è destinata a posteggio per automobili. 

Anche gli arredi e la distribuzione interna degli spazi fu progettata da Mollino. Rispetto ai disegni originari in fase di realizzazione vennero ridotte l'altezza del pilone centrale e lo stacco tra il corpo superiore e il basamento, rendendo così meno evidenti ad un osservatore esterno le particolarità strutturali dell'edificio.